# Rheumaptera albopunctata
Rheumaptera albopunctata är en fjärilsart som beskrevs av Lange 1921. Rheumaptera albopunctata ingår i släktet Rheumaptera och familjen mätare. Inga underarter finns listade.